# Jag rodnar
Jag rodnar är en svensk komedifilm från 1981 med regi och manus av Vilgot Sjöman. I rollerna ses bland andra Gunnar Hellström, Bibi Andersson och Larry Hagman.

## Handling
Gunnar Sjöman reser till Filippinerna för att hitta miljöer till en film samtidigt som sökandet efter en lämplig huvudrollsinnehavare pågår på annat håll.

## Rollista
- Gunnar Hellström – Gunnar Sjöman
- Bibi Andersson – Siv Andersson
- Larry Hagman – Larry Hagman
- Cheryl Katzman – Charlie
- Vic Silayan – Domingo de Jésus
- Armida Suguion-Reyna – Armida de Jésus
- Bing Fabregas – Tita Caballero
- Chanda Romero – Chanda Romero
- Kidlat Tahimik – Kidlat, chauffören
- Pete Cooper – Pete Cooper
- Grace Ramos – Grace Ramos
- Joseph Hardinaso – sockerarbetare 1
- Fred Capulong – sockerarbetare 2
- Hernan Robles – stadsbudet i hamnen
- Alfred Yuson – Alfred Yuson
- José Diokno – José Diokno
- Mario Tagewalo – affärsmannen på flygplanet
- Pio de Castro – filmregissören
- Alex Orbito – Alex Orbito
- Margaretha Söderqvist – den sjuka svenskan

## Om filmen
Filmen spelades in på Filippinerna med Sjöman som producent och Tony Forsberg som fotograf. Bengt Ernryd komponerade originalmusik till filmen och klippare var Margit Nordqvist. Filmen premiärvisades den 12 oktober 1981 på biografen Bostock i Stockholm och är 105 minuter lång.
Filmen fick övervägande negativ kritik när den kom.

### Fotnoter
1. 1 2 3  ”Jag rodnar”. Svensk Filmdatabas. http://sfi.se/sv/svensk-filmdatabas/Item/?itemid=5583&type=MOVIE&iv=Basic&ref=/templates/SwedishFilmSearchResult.aspx?id%3d1225%26epslanguage%3dsv%26searchword%3djag+rodnar%26type%3dMovieTitle%26match%3dBegin%26page%3d1%26prom%3dFalse. Läst 14 maj 2013.